# Colin Kleine-Bekel
 (août 2025).
Colin Kleine-Bekel, né le 24 janvier 2003 à Bielefeld en Allemagne, est un footballeur allemand qui évolue au poste de défenseur central à Holstein Kiel.

## Biographie

### En club
Né à Bielefeld en Allemagne, Colin Kleine-Bekel est notamment formé par l'Arminia Bielefeld avant de rejoindre le Borussia Dortmund, où il poursuit sa formation. Il s'impose dans les différentes catégories de jeunes, et notamment avec les moins de 19 ans où il a un rôle important et officie comme vice-capitaine. Avec cette équipe il remporte notamment le championnat de la catégorie lors de la saison 2021-2022.
Non retenu par le Borussia Dortmund à expiration de son contrat à l'été 2022, Colin Kleine-Bekel rejoint librement Holstein Kiel le 15 juin 2022. Il signe un contrat courant de trois ans, soit jusqu'en juin 2025.
C'est avec ce club qu'il joue son premier match en professionnel, le 28 mai 2023, lors d'une rencontre de championnat, contre le Hanovre 96. Il entre en jeu à la place de Timo Becker lors de ce match remporté par son équipe par cinq buts à un.
Après une saison pleine avec l'équipe réserve du club, Kleine-Bekel est définitivement promu en équipe première à l'été 2023.

### En sélection
Le 8 septembre 2023, Colin Kleine-Bekel joue son premier match avec l'équipe d'Allemagne espoirs face à l'Ukraine. Il est titularisé et son équipe l'emporte par deux buts à zéro. Kleine-Bekel marque son premier but pour les espoirs lors de son deuxième match, le 12 septembre 2023 contre le Kosovo. Il est titulaire et son équipe l'emporte par trois buts à zéro.